# Кордон (Калининский район)
Кордон — населенный пункт в Калининском районе Тверской области. Входит в состав Заволжского сельского поселения.

## География
Находится в юго-восточной части Тверской области на расстоянии приблизительно 2 км на запад по прямой от поселка Заволжский в лесном массиве.

## История
На карте 1980 года населенный пункт показан как лесничество.

## Население
Численность населения: 3 человека (русские 100 %) в 2002 году, 1 в 2010.